# Bad Harzburg
Bad Harzburg este un oraș din landul Saxonia Inferioară, Germania.